# بيل براند
بيل براند (بالإنجليزية: Bill Brand)‏ هو فنان أمريكي، ولد في 1949 في روتشستر في الولايات المتحدة.

## وصلات خارجية
- بيل براند على موقع IMDb (الإنجليزية)
- بيل براند على موقع قاعدة بيانات الفيلم (الإنجليزية)